# M3 (Whitesnake)
M3 was een Britse hardrockband van de voormalige ex-Whitesnake-leden Micky Moody, Bernie Marsden en Neil Murray. De band was opvolger van de The Company of Snakes. Net als die band was het voornamelijk gericht op het spelen van oude Whitesnake-nummers.
De band werd in 2003 hernoemd even nadat Neil Murray aansloot bij The Company of Snakes, de nieuwe naam M3 verwees naar de drie m'en in hun familienaam. De drie leden van Whitesnake vormde de basis van de band maar de band bestond verder uit de drummer Jimmy Copley, toetsenist Mark Stanway en de zangers Stefan Berggren, Doogie White en Tony Martin. De band speelde tussen 2003 en 2006 onder de M3-vlag en bracht een live-album en live-DVD uit in de periode.